# Francisco Bográn Barahona

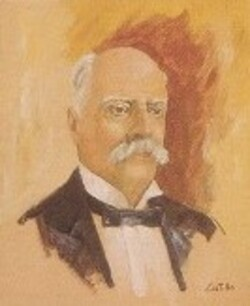
Francisco Bográn Barahona

Francisco Bográn Barahona (1852–1926) foi presidente constitucional de Honduras de 5 de outubro de 1919 a 1 de fevereiro de 1920.

## Vida
Francisco era meio-irmão do ex-presidente de Honduras, o general e advogado Luis Bográn. Casou-se com Guillermina Leiva, filha do ex-presidente Ponciano Leiva. Obteve seu diploma de médico e foi membro do Partido Liberal de Honduras. Em 1913, o Dr. Francisco Bográn Barahona venceu as eleições como vice-presidente, sendo o general Manuel Bonilla candidato a presidente; Bográn, em seguida, renunciou em caráter irrevogável para fazer seu filho Francisco Bertrand Barahona seu sucessor. Em 4 de abril de 1919, o povo hondurenho concordou com novas eleições; assim, o presidente Francisco Bertrand Barahona para manter seu partido no poder apoiou a candidatura do Dr. Nazario Soriano. Mas os partidários do general Rafael López Gutiérrez, iniciaram uma revolta armada que levou a uma guerra civil e terminou com a administração temporária de Honduras pelo Dr. Francisco Bográn Barahona.

## Governo
A administração presidencial de Bográn Barahona, começou a 5 de outubro de 1919, quando o Dr. Vicente Mejía Colindres deixou o poder e Bográn, que servia como ministro das Relações Exteriores, foi nomeado suplente; eclode a Primeira Guerra Civil de Honduras, em 1919, por isso, Bográn foi declarado presidente de facto. Entretanto, seria forçado a deixar o cargo em 1 de fevereiro de 1920, entregando-lhe ao general Rafael López Gutiérrez..
| Cargos políticos                                   | Cargos políticos                 | Cargos políticos                    |
| -------------------------------------------------- | -------------------------------- | ----------------------------------- |
| Precedido por Vicente Mejía Colindres em exercício | Presidente de Honduras 1919–1920 | Sucedido por Rafael López Gutiérrez |